# Eilema cereola
Eilema cereola är en fjärilsart som beskrevs av Jacob Hübner 1827. Eilema cereola ingår i släktet Eilema och familjen björnspinnare. Inga underarter finns listade i Catalogue of Life.
Arten är ett alternativt namn på Vaxgul lavspinnare, Satema cereola)